# Putscheid

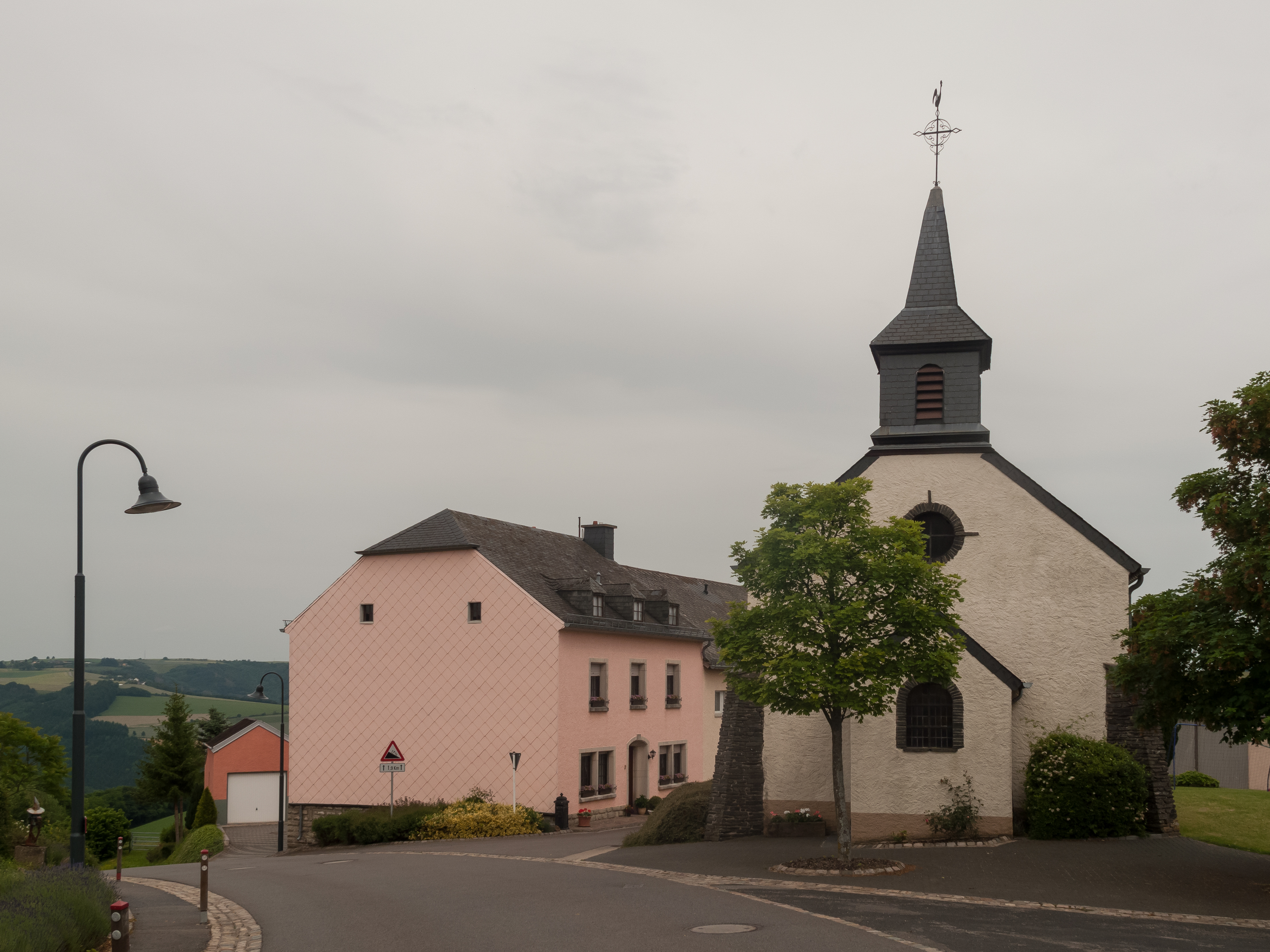
Kapel (chapelle Saint-Aubin) in Pudscheid

Putscheid (Luxemburgs: Pëtscht) is een gemeente in het Luxemburgse kanton Vianden.
De gemeente heeft een totale oppervlakte van 27,13 km² en telde 893 inwoners op 1 januari 2007.

## Ontwikkeling van het inwoneraantal
| Jaar                              | 2001 | 2002 | 2003 | 2004 | 2005 |
| --------------------------------- | ---- | ---- | ---- | ---- | ---- |
| Inwoneraantal                     | 716  | 750  | 772  | 789  | 824  |
| Opmerking: tellingen op 1 januari |      |      |      |      |      |

## Plaatsen in de gemeente
- Bivels
- Biwelser Millen
- Gralingen
- Groesteen
- Mierschent
- Nachtmanderscheid
- Putscheid
- Poul
- Stolzembourg
- Weiler (Putscheid)

## Geboren
- Léon Nosbusch (1897-1979), beeldhouwer